# Svensk uppslagsbok
Svensk uppslagsbok est une encyclopédie en langue suédoise, publiée entre 1929 et 1955, en deux éditions.

## Première édition
La première édition a été commencée en 1929 par Baltiska förlaget AB, mais la publication a été reprise par Svensk uppslagsbok AB en 1931. Cette édition est composée de 30 volumes et un volume de supplément, et a été achevée en 1937. Les articles de Svensk uppslagsbok sont rédigés par des experts et sont signés.
Sur le marché, elle était concurrencée par la troisième édition condensée de Nordisk familjebok (1923-1937) qui était plus abordable pour un large public.

## Seconde édition
La seconde édition, complètement révisée a été publiée entre 1947 et 1955, et est composée de 32 volumes. L'éditeur Svensk uppslagsbok AB a été renommé Förlagshuset Norden AB en 1945.
La seconde édition de Svensk uppslagsbok est restée la plus complète encyclopédie de langue suédoise jusqu'à la première édition de Bra böckers lexikon qui a été publiée en 1973-1981, et sa taille a été seulement dépassée lorsque la Nationalencyklopedin a été publiée en 1989-1996.